# Ring Up the Curtain
Ring Up the Curtain é um curta-metragem mudo do gênero comédia produzido nos Estados Unidos e lançado em 1919.